# Diaphorocera hemprichi
Diaphorocera hemprichi – gatunek chrząszcza z rodziny oleicowatych i plemienia Cerocomini.

## Taksonomia
Gatunek opisany został w 1876 roku przez Lucasa F. J. D. von Heydena. Gatunek ten wraz z D. chrysoprasis, D. sicardi i  D. peyerimhoffi tworzy grupę gatunkową hemprichi-group.

## Opis

### Podgatunek nomianatywny
Samiec osiąga od 6 do 12 mm długości ciała. Od podobnego D. chrysoprasis różni się krótszymi, nieco zakrzywionymi skroniami, VIII członem czułków szerszym niż IX i X, przednią częścią członów VIII-IX wierzchołkowo zwężoną, a szerokością członu X nieco mniejszą niż długość XI. Przednie golenie z blaszkowatymi wyrostkami po zewnętrznej, jak i wewnętrznej stronie. Płatki paramer wzniesione u podstawy i silniej rozwidlone na zewnątrz niż u D. chrysoprasis. 

### D. h. saudita
Od podgatunku nominatywnego różni się prawie gładką głową (u D. h. h. jest rzadko punktowana), a przedpleczem krótszym i szerszym, silniej wydłużonym i wąski po bokach. Ponadto samice arabskiej rasy tego podgatunku mają na przedpleczu rzadką, jednolitą, drobną punktację.

## Występowanie
Podgatunek nominatywny zamieszkuje Maroko, Tunezję, Algierię, Egipt i Izrael, zaś podgatunek D. h. saudita Arabię Saudyjską, Zjednoczone Emiraty Arabskie, Oman oraz Iran